# Emilio Jatón
Raúl Emilio Jatón (Concordia, Entre Ríos, 2 de junio de 1959) es un periodista y político argentino, perteneciente al Frente Progresista, Cívico y Social. Fue Concejal de la ciudad de Santa Fe por el Frente Progresista Cívico y Social en el período (2017-2019), e intendente de la misma ciudad en el período (2019-2023). Actualmente ocupa el cargo de secretario de Derechos Humanos de la provincia de Santa Fe por el partido Unidos para Cambiar Santa Fe (UPCSF).

## Biografía

### Carrera periodística
Luego de graduarse de Licenciado en Periodismo y Comunicación Social, ejerció su profesión en diferentes medios de la ciudad de Santa Fe durante 30 años.
Trabajó en las radios  LT10, LT9, Diario El Litoral, Radio Eme, Canal 13 (Santa Fe), que es operado por el Grupo Telefe de la Ciudad Autónoma de Buenos Aires. En 2015 se lanza a la política.

### Senador provincial
En 2015 Gobernador de la Provincia de Santa Fe, Antonio Bonfatti, se fija en él para encabezar la lista a Senadores provinciales del Departamento La Capital por el Frente Progresista Cívico y Social.

Luego de aceptar la propuesta, su lista triunfó en los comicios internos por sobre la lista de Hugo Marcucci, candidato de José Manuel Corral.
En su gestión, impulsó variados proyectos, entre los que se encuentran la esterilización gratuita de mascotas en la Ciudad de Santa Fe,
Para las Elecciones legislativas de Argentina de 2017 Jatón decidió abandonar su banca en el Senado, para candidatearse a Concejal de la Ciudad de Santa Fe donde nuevamente obtuvo la victoria, por el 40% de los votos (85 000) contra el 31% (67 000) de Carlos Pereira, candidato corralista.

### Intendente de Santa Fe (2019-2023)
En junio de 2019 obtuvo la intendencia de Santa Fe al imponerse con el 47,64% de los votos sobre el candidato de Cambiemos, Niky Cantard, quien obtuvo 20,96%. El 12 de diciembre de 2019 asumió su cargo.

#### Gabinete municipal[11]
| Gabinete municipal de Emilio Jatón                  | Gabinete municipal de Emilio Jatón | Gabinete municipal de Emilio Jatón                                |
| Cartera                                             | Titular                            | Período                                                           |
| --------------------------------------------------- | ---------------------------------- | ----------------------------------------------------------------- |
| Secretaría General                                  | Mariano Granato Miguel González    | 6 de abril de 2021 - 10 de diciembre de 2019 - 6 de abril de 2021 |
| Secretaría de Gobierno                              | Nicolás Aimar                      | 10 de diciembre de 2019 -                                         |
| Secretaría de Hacienda                              | Carolina Piedrabuena               | 10 de diciembre de 2019 -                                         |
| Secretaría de Control y Convivencia Ciudadana       | Virginia Coudannes                 | 10 de diciembre de 2019 -                                         |
| Secretaría de Políticas de Cuidados y Acción Social | María Victoria Rey                 | 10 de diciembre de 2019 -                                         |
| Secretaría de Educación y Cultura                   | Paulo Ricci                        | 10 de diciembre de 2019 -                                         |
| Secretaría de Integración y Economía Social         | Ayelén Drutuel Mariano Granato     | 6 de abril de 2021 - 10 de diciembre de 2019 - 6 de abril de 2021 |
| Secretaría de Obras y Espacio Público               | Griselda Bertoni                   | 10 de diciembre de 2019 -                                         |
| Secretaría de Desarrollo Urbano                     | Javier Mendiondo                   | 10 de diciembre de 2019 -                                         |
| Secretaría de Asuntos Hídricos y Gestión de Riesgos | Silvina Serra                      | 10 de diciembre de 2019 -                                         |
| Secretaría de Ambiente                              | Edgardo Seguro                     | 10 de diciembre de 2019 -                                         |
| Secretaría de Producción y Desarrollo Económico     | Matías Schmüth                     | 10 de diciembre de 2019 -                                         |
| Secretaría de Derechos y Vinculación Ciudadana      | Franco Ponce de León               | 10 de diciembre de 2019 -                                         |
| Secretaría de Hábitat                               | Paola Pallero                      | 10 de diciembre de 2019 -                                         |